# Melpomene pilosissima
Melpomene pilosissima är en stensöteväxtart som först beskrevs av Carl Friedrich Philipp von Martius och Gal., och fick sitt nu gällande namn av Alan Reid Smith och R. C. Moran. Melpomene pilosissima ingår i släktet Melpomene och familjen Polypodiaceae. Utöver nominatformen finns också underarten M. p. tsatchelae.